# 金星根
金 星根（キム・ソングン、韓国語：김성근、1941年10月30日 - ）は、日本の京都府京都市右京区出身のプロ野球監督・コーチ。
韓国で実業団野球の投手として活躍後、KBO7球団で監督を務め、2014年までの監督通算1234勝は韓国プロ野球史上、金応龍の1567勝（24年、1290敗68分）に次ぐ歴代2位の記録である。通称は、野球の神様という意味を持つ「野神」。
日本名は金林 星根（かねばやし せいこん）。

## 経歴

### 誕生 - 実業団野球時代
在日韓国人2世として京都で生まれる。本籍地は慶尚南道晋陽郡で、桂高校3年次の1959年に第4回在日僑胞学生野球団の一員として初訪韓し、卒業後の1960年に韓国へ渡り、在日成人球団訪問試合をしてから東亜大学校にスカウトされたが、中退して実業団野球に専念。1961年に本格派左腕として実業団チームの大韓民国交通部へ入団。飛躍の決定的な土台作りになったのはテスト生として参加した同年の南海ホークスが行ったキャンプで、鶴岡一人監督以下、黄金期の南海選手たちや、松葉徳三郎からトレーニング法を学んだ。同年の第4回アジア野球選手権大会で韓国代表に初選出され、準優勝に導いた。1963年11月13日の大統領杯秋季リーグの仁川市庁戦では、四球1つだけ許すノーヒットノーランを達成。1964年の実業野球連盟戦では20勝5敗を挙げるなど信じられないほどの活躍を見せたが、過度の投げ過ぎに肩の負傷を受け、1969年に現役を引退。
引退後すぐに馬山商業高校監督（1969年）を務め、本格的に指導者の道に入る。中小企業銀行投手コーチ（1970年）→監督（1971年 - 1975年）、沖岩高校監督（1976年 - 1979年）、新日高校監督（1979年 - 1981年）を務めた。1975年には第11回アジア選手権で韓国代表コーチを務め、優勝に貢献して体育勲章麒麟章を受ける。沖岩高校監督時代の1977年には創立9年ぶりに全国大会優勝に導いた。大いに手腕を発揮したものの、当初は在日ということで母国・韓国でも反応が冷たかったという。

### 韓国プロ野球発足後
しかし、1982年に韓国プロ野球（KBO）が発足すると実業団時代の手腕を買われ、OBベアーズの投手コーチに就任。1984年には監督へ就任した。
OB退団後も、万年最下位チームだった太平洋ドルフィンズ（1988年 - 1989年）、サンバンウル・レイダースなどをプレーオフに引き上げ、2002年には不振に苦しんでいたソウル本拠の人気チームLGツインズを戦力の整っていない状況にもかかわらず、韓国シリーズにまで進出させるなど、Bクラスチームの建て直しについては右に出るものはないと言われて、今まで在任したすべてのチームをポストシーズンに導いた実績を誇る。
ただ、10数年の監督生活の間、通算勝利数は2位であるが、2007年までは韓国シリーズ優勝を経験していないことから、一般的には「土台作りから始めるべきであるBクラスチーム向きで、優勝を狙うチームには合わない」と評されてきた。そして、彼がいた時はチームが目を見張るような巻き返しを見せながら、彼が去った後は故障者続出でチームがBクラスに逆戻りするパターンを繰り返すことや、毎試合のごとく信頼できる特定の中継ぎ投手を軸に複数のリリーフのつぎ込む試合運びのため、勝利のために選手、特にピッチャーを酷使するという評価もある。
他の専門家にも一目置かれる眼目と選手たちへの面倒見のよさから、赴任中の所属チームの選手たちとの信頼関係は非常に厚く、選手生命にも影響しかねない負傷を持っている選手が自分を省みず彼のために試合に強行出場して結果を残したこともあるほど。そして前述のように無名の選手を鍛えて使え物にさせる手腕に恵まれたことなどで彼がチームを去った後でも彼を慕う選手は多い。だが、いつも任せられるチームが戦力の整っていない崩壊寸前のチームや財政的に苦しい弱小チームであったため、球団フロントとは戦力補強に大幅な支援をしつこく要求することで衝突が多く、いつもギクシャクしていた。これが彼がいつもBクラスチームの再建の手腕を振るって結果を残しながらも、契約満了の前に解任される主な原因であると言われる。
特に、2002年シーズン後は、前年6位のLGツインズをAクラスに引き上げ、準プレーオフ、プレーオフを勝ち抜いて、韓国シリーズでも巨大戦力を誇る三星ライオンズをも手こずらせる戦いぶりを見せた。この一戦で韓国シリーズ10回優勝を達成した敵将の金応龍をして「作戦や投手交代、代打起用などの采配が怖いほど当たりすぎて、まるで野球の神様と対敵するような思いをさせられた」と言わしめた。
しかし、韓国シリーズの終了後、新しく就任した球団社長が彼のスタイルである管理野球が嫌いだった上に、自らと親交がある李廣煥前監督をチームに復帰させるため、「君の野球はLGツインズの（追求する）野球ではない」という理解しがたい理由をつけて彼を解任したことから、球団はファンの激しい批判の嵐に会った。彼の退団のあと、チーム成績は3年連続の6位と全く振るわず、2006年は球団史上初の最下位に転落した。
類稀なBクラスチームの再建の手腕のため、フリーの時は、ほぼ毎年シーズンオフに不振に陥った下位チームの新監督候補として囁かれる。たとえば、2005年のオフ、「プレイオフ進出さえできればほぼ毎試合満員御礼が出来る」と言われながら最近低迷ぶりが目について観客動員に苦戦したロッテ・ジャイアンツや9度の優勝を誇りながら昔の面影を失いつつある伝統の名門、起亜タイガースの監督候補としてマスコミに取り上げられることもあった。
この間、1991年には、日韓プロ野球スーパーゲームで韓国チームのコーチを務めた。

### 日本プロ野球時代
2005年にはパ・リーグに加盟する千葉ロッテマリーンズのチームコーディネーター（コーチ待遇）に就任、日本の野球へ適応できずに苦しんでいた李承燁の担当コーチとして、復活を影で支えた。また、今江敏晃、里崎智也の打撃指導も担当。韓国時代から選手の小さなフォームの変化による技術的な問題点を見抜く能力があり、李承燁のほかに、大松尚逸などロッテの若手選手たちにもその能力を認められ、彼らにもワンポイントアドバイスを求められるようになった。2005年シーズンの後、ロッテ球団は、李承燁の残留を目論む一方、金の指導能力を高く評価して2006年には1・2軍巡回コーチに就任させ、KBO出身者で初めてNPBの正式コーチとなる。2006年度シーズン限りで、契約満了に伴い退団。

### 韓国球界復帰後
2007年からはKBOのSKワイバーンズ監督に就任し、期待通り前年6位に低迷したチームを再建。戦力補強も成功してシーズン序盤から首位を守り、球団史上初の公式戦優勝を達成して、自身2度目の韓国シリーズに進出。そして、斗山ベアーズとの対決となった韓国シリーズでは先に2敗をしたが、その後の4連勝で悲願の韓国シリーズ優勝を果たし、ついにこれまで付き纏っていた「優勝はできない監督」というイメージを払拭することに成功した。そして、韓国シリーズ優勝チームを率いて参戦した2007年のアジアシリーズでは、予選3試合を全勝して決勝戦に進出。日本の中日ドラゴンズを相手に善戦するも敗れて準優勝に終わった。
2008年は前年に増した圧倒的な戦いぶりを見せて、公式戦で2位に13ゲーム差をつけて韓国シリーズに直行。韓国シリーズでは、斗山ベアーズとのリターンマッチを4勝1敗で制圧して、2年連続優勝を遂げた。また、シーズン中、韓国プロ野球史上2人目の監督としての公式戦1000勝を記録した。2009年は、夏場から爆発的な勢いに乗った起亜タイガースの前に屈し、公式戦2位、韓国シリーズ準優勝に終わった。2010年は序盤から首位を譲ることなく公式戦で優勝すると、韓国シリーズでも三星ライオンズを4連勝で下し、2年ぶり3度目の優勝を飾り、SKの黄金時代を築きあげた。2011年8月17日、同年限りでの辞任を突如発表したところ、翌18日に球団から解任された。
2011年12月、2012年度からKBOの2軍リーグに参戦する高陽ワンダーズの初代監督に就任した。高陽は母体となる1軍のない、KBO球団入りを果たせなかった選手たちを集め再チャレンジをさせるための独立採算制をとった球団である。高陽が2014年限りで活動を終了すると、同年10月25日、KBOへ復帰しハンファ・イーグルスの監督に就任した。2015年は6位、2016年は7位と2年連続ポストシーズン進出はならなかった。2017年5月21日、4連敗となり順位を9位にまで落としたサムスン・ライオンズ戦後に辞意を表明し、5月23日に球団側が辞意を受け入れ、正式に辞任が決まった。日本のメディアでも、『週刊ベースボール』は事実上の更迭、『デイリースポーツ』は解任と報じている。

### 日本プロ野球復帰後
2018年1月19日、日本のパ・リーグに加盟する福岡ソフトバンクホークスのコーチングアドバイザーに就任することが発表された。
2022年は「監督付アドバイザー」としてコーチ登録されるとともに、背番号71が付与された。同年限りで退団した。

## 略歴
- 1982年-1983年 OBベアーズ 投手コーチ[5]
- 1984年-1988年 OBベアーズ 監督[5]
- 1989年-1990年 太平洋ドルフィンズ 監督[5]
- 1991年-1992年 三星ライオンズ 監督[5]
- 1994年 ヘテ・タイガース 投手インストラクター[5]
- 1995年 ヘテ・タイガース 二軍監督[5]
- 1996年-1997年7月 サンバンウル・レイダース 監督[5]
- 2000年 三星ライオンズ 二軍監督[5]
- 2001年 LGツインズ 二軍監督・一軍ヘッドコーチ・監督代行[注 11]
- 2002年 LGツインズ監督[5]
- 2005年 千葉ロッテマリーンズ チームコーディネーター[5]（コーチ待遇）[注 12]
- 2006年 千葉ロッテマリーンズ 1・2軍巡回コーチ[10][20]
- 2007年-2011年8月 SKワイバーンズ 監督
- 2012年-2014年 高陽ワンダーズ 監督
- 2015年-2017年5月 ハンファ・イーグルス 監督
- 2022年 福岡ソフトバンクホークス 監督付特別アドバイザー

## 人物
2010年12月、日本の高知県より「高知県観光特使」に任命されている。このこともあり、所属球団の春季キャンプは高知市野球場を使うことが多い。
出生から高校卒業まで日本で過ごし、渡韓後も度々日本を訪れており、現在でも日本語は非常に堪能。日本のマスコミの取材にも、関西弁を交えた軽快な会話で受け答えをしている。
2001年秋、LGの監督だった金は土井正博に『誰かピッチングコーチできるのいるか？』と聞いた際、土井は加藤初を推薦し、加藤は2001年秋季キャンプでLGの投手インストラクターに就任し、金はSKの監督に就任した際も加藤を投手コーチで招いた。

## 家族
長男の金廷俊（キム・ジョンジュン、김정준）はSKワイバーンズの球団職員として記録課長などをつとめ、2006年のワールド・ベースボール・クラシック（WBO）韓国ナショナルチームにも帯同していた。父がSKの監督を解任されると自身も球団職員を辞職し、2012年より野球解説者として活動していた。2014年11月、父がハンファの監督に就任すると、ハンファの戦力分析担当や守備補助コーチをつとめたが、2017年5月、父が辞任すると翌6月に息子もハンファを去った。

## 監督としての成績

### 年度別成績
| 年度       | チーム       | 順位       | 公式戦順位 | 試合 | 勝利 | 敗戦 | 引分 | 勝率 | ゲーム差 |
| 1984       | OB           | 3          | 2 / 2      | 100  | 58   | 41   | 1    | .586 | -        |
| 1985       | OB           | 4          | 2 / 5      | 110  | 51   | 57   | 2    | .472 | 22.5     |
| 1986       | OB           | 4          | 5 / 1      | 108  | 56   | 48   | 4    | .538 | 12.5     |
| 1987       | OB           | 4          | 2 / 5      | 108  | 55   | 52   | 1    | .512 | 8.5      |
| 1988       | OB           | 5          | 3 / 5      | 108  | 54   | 52   | 2    | .509 | 14.0     |
| 1989       | 太平洋       | 3          | 3          | 120  | 62   | 54   | 4    | .533 | 8.5      |
| 1990       | 太平洋       | 5          | 5          | 120  | 58   | 59   | 3    | .496 | 11.5     |
| 1991       | サムスン     | 3          | 3          | 126  | 70   | 55   | 1    | .560 | 11.0     |
| 1992       | サムスン     | 4          | 4          | 126  | 67   | 57   | 2    | .540 | 14.0     |
| 1996       | サンバンウル | 3          | 2          | 126  | 70   | 54   | 2    | .563 | 3.0      |
| 1997       | サンバンウル | 3          | 3          | 126  | 71   | 53   | 2    | .571 | 3.5      |
| 1998       | サンバンウル | 6          | 6          | 126  | 58   | 66   | 2    | .468 | 22.0     |
| 1999       | サンバンウル | 8          | 4          | 77   | 21   | 52   | 4    | .288 | -        |
| 2001       | LG           | 6          | 6          | 97   | 49   | 41   | 7    | .544 | 19.0     |
| 2002       | LG           | 2          | 4          | 133  | 66   | 61   | 6    | .520 | 15.0     |
| 2007       | SK           | 1          | 1          | 126  | 73   | 48   | 5    | .603 | -        |
| 2008       | SK           | 1          | 1          | 126  | 83   | 43   | 0    | .659 | -        |
| 2009       | SK           | 2          | 2          | 133  | 80   | 47   | 6    | .602 | 1.0      |
| 2010       | SK           | 1          | 1          | 133  | 84   | 47   | 2    | .632 | -        |
| 2011       | SK           | 2          | 3          | 93   | 52   | 41   | 0    | .559 | 8.5      |
| 2015       | ハンファ     | 6          | 6          | 144  | 68   | 76   | 0    | .476 | 11.0     |
| 2016       | ハンファ     | 7          | 7          | 144  | 66   | 75   | 3    | .458 | 26.0     |
| 2017       | ハンファ     | 8          | 9          | 19   | 7    | 12   | 0    | .277 | 25.0     |
| 2022       | ソフトバンク | 2          | 2 / 4      | 143  | 76   | 65   | 2    | .539 | 0.0      |
| 通算：23年 | 通算：23年   | 通算：23年 | 通算：23年 | 2782 | 1455 | 1256 | 61   | .532 |          |

1. ↑  1988年までは前期、後期リーグの順位。1999年は2リーグ制での所属リーグでの順位。サンバンウルはマジック・リーグ所属だったため、ここでの順位はマジック・リーグでの順位。
2. ↑  日本でのNPBのセ･パ交流戦の順位。
3. ↑  公式戦1位チームとのゲーム差。
4. ↑  1999年7月、77試合消化時点で解任。残り試合はヘッド・コーチの金準桓（朝鮮語版）（キム・ジュンファン）が監督代行として指揮。
5. ↑  2001年5月、36試合消化時点で監督の李光殷（朝鮮語版）（イ・グァンウン）が成績不振で解任。残り試合を監督代行として指揮。
6. ↑  2011年8月、93試合消化時点で解任。残り試合は李萬洙（イ・マンス）が監督代行として指揮。
7. ↑  2017年5月、19試合消化時点で解任。残りの試合は李相君（朝鮮語版）（イ・サングン）が監督代行として指揮。

### ポストシーズン
- 太字は勝利したシリーズ

| 年度   | チーム                  | ステージ     | 対戦相手             | 結果        | 星取表  |
| 1986年 | OBベアーズ              | プレイオフ   | サムスン・ライオンズ | 2勝3敗      | ●○○●●   |
| 1987年 | OBベアーズ              | プレイオフ   | ヘテ･タイガース      | 2勝3敗      | ●○○●●   |
| 1989年 | 太平洋ドルフィンズ      | 準プレイオフ | サムスン・ライオンズ | 2勝1敗      | ○●○     |
| 1989年 | 太平洋ドルフィンズ      | プレイオフ   | ヘテ・タイガース     | 3敗         | ●●●     |
| 1991年 | サムスン・ライオンズ    | 準プレイオフ | ロッテ・ジャイアンツ | 2勝1敗1分け | ○●△○    |
| 1991年 | サムスン・ライオンズ    | プレイオフ   | ビングレ･イーグルス  | 1勝3敗      | ●●○●    |
| 1992年 | サムスン・ライオンズ    | 準プレイオフ | ロッテ･ジャイアンツ  | 2敗         | ●●      |
| 1996年 | サンバンウル･レイダース | プレイオフ   | 現代ユニコーンズ     | 2勝3敗      | ○○●●●   |
| 1997年 | サンバンウル･レイダース | 準プレイオフ | サムスン・ライオンズ | 1勝2敗      | ●○●     |
| 2002年 | LGツインズ              | 準プレイオフ | 現代ユニコーンズ     | 2勝         | ○○      |
| 2002年 | LGツインズ              | プレイオフ   | 起亜タイガース       | 3勝2敗      | ○●●○○   |
| 2002年 | LGツインズ              | 韓国シリーズ | サムスン・ライオンズ | 2勝4敗      | ●○●●○●  |
| 2007年 | SKワイバーンズ          | 韓国シリーズ | 斗山ベアーズ         | 4勝2敗      | ●●○○○○  |
| 2008年 | SKワイバーンズ          | 韓国シリーズ | 斗山ベアーズ         | 4勝1敗      | ●○○○○   |
| 2009年 | SKワイバーンズ          | プレイオフ   | 斗山ベアーズ         | 3勝2敗      | ●●○○○   |
| 2009年 | SKワイバーンズ          | 韓国シリーズ | 起亜タイガース       | 3勝4敗      | ●●○○●○● |
| 2010年 | SKワイバーンズ          | 韓国シリーズ | サムスン・ライオンズ | 4勝         | ○○○○    |

### 背番号
- 38 （1982年、2007年 - 2011年、2015年 - 2017年）
- 52 （1983年）
- 81 （1984年 - 1990年）
- 91 （1991年 - 1992年、1996年 - 1999年）
- 90 （1995年、2005年 - 2006年）[注 1][注 13]
- 72 （2000年）
- 76 （2001年 - 2002年）
- 71 （2022年）

## 関連情報

### 著書
- 김성근（キム・ソングン）著・박태욱（パク・テウク）文[7]『野神김성근,꼴찌를 일등으로』[7] - 2009年[7]、韓国の자음과모음（子音と母音社）から発行された[7]、本人の半生記[7]。タイトルは、日本語で『野神キム・ソングン、ベッタを一等に』[7]。コードはISBN 978-89-544-2134-8[7][注 14]